# Draba paysonii
Draba paysonii là một loài thực vật có hoa trong họ Cải. Loài này được J.F.Macbr. mô tả khoa học đầu tiên năm 1918.